# Eugênio Luiz Losso
Eugênio Luiz Losso (Jundiaí, 23 de maio de 1898 - Piracicaba, 7 de maio de 1974) foi um empresário, professor e artista plástico. Foi gerente do Jornal de Piracicaba durante 35 anos.
Desde cedo demonstrou talento para as artes plásticas. Com apenas 13 anos de idade foi enviado para estudar na Itália, de onde só retornou adulto, em 1926, estabelecendo-se em Piracicaba. Fez apenas uma exposição individual, com 78 telas, no Palácio das Arcadas, em São Paulo. Decepcionado por não ter conseguido vender seus quadros resolveu dedicar-se ao ensino das artes plásticas. Em 1939, em parceria com o pai, José Rosário Losso, e o irmão, Fortunato Losso Netto, adquiriu o Jornal de Piracicaba. Ocupou-se, a partir daí, da gerência da empresa, para a qual criou a primeira clicheria de Piracicaba. Seguiu envolvido na vida artística piracicabana, tendo sido um dos fundadores do Salão de Belas Artes de Piracicaba e feito parte de várias comissões de seleção do mesmo. Ainda no âmbito do Salão, foi homenageado com a criação da Medalha Eugênio Luiz Losso, que premia a melhor pintura dentre as selecionadas anualmente.